# Эбле, Шарль
Граф Шарль Эбле (фр. Charles Eblé; 8 декабря 1799, Париж — 20 декабря 1870, там же) — французский военный деятель, дивизионный генерал, генеральный инспектор артиллерии, инженер, педагог, ректор Парижской Политехнической школы (1854—1860).

## Биография

Герб Шарля Эбле

Родился внебрачным ребёнком. Племянник, а возможно и сын Жана-Батиста Эбле, военачальника, первого генерального инспектора артиллерии, генерала, участника революционных и наполеоновских войн.
В 1817 году поступил в Парижскую Политехническую школу, но был исключён как непризнанный внебрачный ребенок; однако в следующем году всё же был принят. Окончил школу в 1820 году, специализировался в области артиллерии, продолжил учёбу в Артиллерийско-инженерной прикладной школе в Меце.
С 1823 года служил подпоручиком артиллерии. В 1825 году стал поручиком.
Участвовал во Французском завоевании Алжира, в 1830 году получил звание капитана.
Учитывая его глубокие знания, был назначен наставником молодого герцога Монпансье, которого его отец, король Луи-Филипп I, хотел сделать артиллеристом.
Позже в 1836 году, стал членом комиссии по испытаниям чугунного огнестрельного оружия. В 1848 г. получил чин подполковника и был назначен начальником отдела кадров Военного министерства.
В сентябре 1850 года — полковник, в сентябре 1851 назначен командующим артиллерией в Меце.
В 1854 году —  бригадный генерал. Назначен ректором Парижской Политехнической школы.
После службы в  Политехнической школе в 1859 году был назначен инспектором Национального военного училища Франции. В 1860 году , получив звание генерал-майора. Стал генералом артиллерии, членом артиллерийского комитета. Затем был генеральным инспектором артиллерии (с 1862 по 1864 ).
В конце 1864 г. был переведен в резерв. В апреле 1867 года унаследовал графский титул Жана-Батиста Эбле.
Он умер в 1870 году. Похоронен на кладбище Пер-Лашез .